# Chéquia na Universíada de Verão de 2021
A Chéquia participou da Universíada de Verão de 2021, que aconteceu em Chengdu, na China, entre 28 de julho e 8 de agosto de 2023.
Foram 101 atletas — 52 masculinos e 49 femininos — em 13 modalidades olímpicas.

## Competidores
Estas foram as modalidades e atletas que disputaram a edição:
| Esporte             | Masculino | Feminino | Total |
| ------------------- | --------- | -------- | ----- |
| Atletismo           | 4         | 5        | 9     |
| Basquetebol         | 12        | 12       | 24    |
| Esgrima             | 4         | 2        | 6     |
| Ginástica artística | 0         | 1        | 1     |
| Ginástica rítmica   | 0         | 1        | 1     |
| Judo                | 3         | 1        | 4     |
| Natação             | 4         | 1        | 5     |
| Remo                | 7         | 4        | 11    |
| Taekwondo           | 0         | 2        | 2     |
| Tiro                | 4         | 5        | 9     |
| Tiro com arco       | 0         | 1        | 1     |
| Tênis               | 2         | 2        | 4     |
| Voleibol            | 12        | 12       | 24    |
| Total               | 52        | 49       | 101   |

## Medalhas

### Medalhistas
Estes foram os medalhistas desta edição:
| Nikolaos Noumeros Martin Svoboda Matěj Burda Tomáš Jansa Patrick Samoura Vojtěch Sýkora | Pavel Novák Marek Vyroubal Dalibor Vlk Jan Zídek Luboš Kovář František Fuxa |

| Victor Andrés Sklenka | Jan Jermář |

| Pavel Schejbal | Veronika Schejbalová |

| Veronika Blažíčková Kateřina Štefánková | Sára Karasová |

### Por modalidade
Estas foram as medalhas por modalidade nesta edição:
| Esporte             | Medalha de ouro | Medalha de prata | Medalha de bronze | Total de medalhas |
| ------------------- | --------------- | ---------------- | ----------------- | ----------------- |
| Tiro                | 1               | 1                | 3                 | 5                 |
| Atletismo           | 1               | 1                | 1                 | 3                 |
| Basquetebol         | 1               | 0                | 0                 | 1                 |
| Remo                | 1               | 0                | 0                 | 1                 |
| Tênis               | 0               | 1                | 0                 | 1                 |
| Ginástica artística | 0               | 0                | 1                 | 1                 |
| Total               | 4               | 3                | 5                 | 12                |